# Mammifères du Mésozoïque à Madagascar
On connait plusieurs mammifères du Mésozoïque à Madagascar. Ambondro mahabo ayant vécu au Bathonien (Jurassique moyen), connu à partir d'un morceau de mâchoire avec trois dents, est le plus ancien mammifère connu montrant des molaires modernes avec un motif tribosphénique caractéristique des mammifères marsupiaux et placentaires. Les interprétations de sa place dans les classifications ont différé; certains ont proposé de le placer dans un groupe connu sous le nom d'Australosphenida avec les autres mammifères aux dents tribosphéniques ayant vécu au Mésozoïque au Gondwana ainsi que les monotrèmes, tandis que d'autres lui trouvent plus d'affinités avec les mammifères tribosphéniques de Laurasie plus précisément les placentaires. Au moins cinq espèces du Maastrichtien (Crétacé supérieur), dont une espèce non encore décrite connue par un squelette presque complet qui peut représenter un tout nouveau groupe de mammifères. Le gondwanathère Lavanify, connu par deux dents, est le genre le plus étroitement lié à d'autres gondwanathères trouvés en Inde et en Argentine. Deux autres dents peuvent appartenir un autre gondwanathère ou un autre type de mammifère. Un fragment de molaire est l'un des rares vestiges connus d'un mammifère multituberculé du Gondwana et un autre (UC 8699) a été considéré comme étant un marsupial ou un placentaire.

## Jurassique

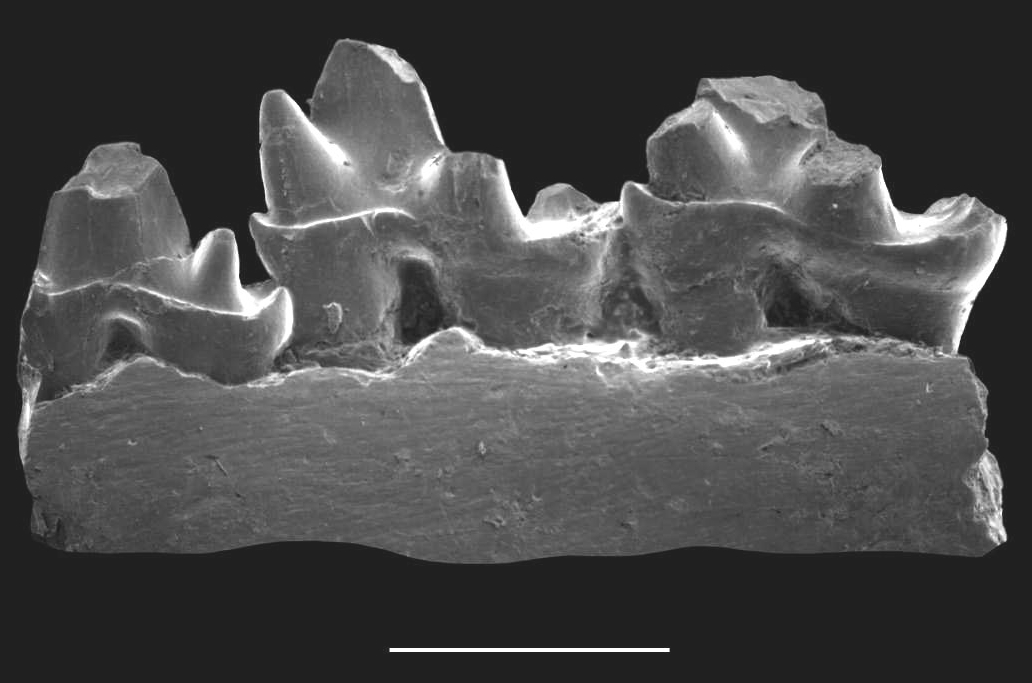
Fragment de mandibule dAmbondro mahabo vu du côté lingual. La barremesure 1 mm de long.

Ambondro mahabo a été découvert dans un site du milieu du Jurassique (Bathonien, il y a environ 167 millions d'années) du nord-ouest de Madagascar en 1999. Il est connu seulement à partir d'un fragment de mâchoire inférieure avec trois dents, sans doute la dernière prémolaire et les deux premières molaires. Les molaires ont été interprétées comme de type tribosphénique caractéristique de mammifères actuels ; Ambondro est le plus ancien mammifère connu avec une telle configuration dentaire. Cela a conduit ses inventeurs à proposer que les ancêtres des mammifères tribosphéniques aient vécu au Gondwana et non pas, comme on le croit généralement, dans le nord (Laurasie). En 2001, toutefois, le paléontologue Zhe-Xi Luo et ses collègues ont suggéré qu’Ambondro faisait partie d'un clade avec Ausktribosphenos, un fossile du Crétacé supérieur ayant vécu en Australie et les monotrèmes qui ont développé ce type de dents indépendamment des autres mammifères (Boreosphenida). Ce clade, surnommé Australosphenida, a depuis été élargi à des genres récemment découverts en Argentine (Asfaltomylos et Henosferus) et en Australie (Bishops). D'autres paléontologues en désaccord avec cette interprétation ont proposé des modèles différents, par exemple, en 2001 Denise Sigogneau-Russell et ses collègues ont proposé que, même si Ausktribosphenos et les monotrèmes sont liés, Ambondro ne l'est pas et en fait est plus proche des boréosphenidans, et en 2003, Michael Woodburne et ses collègues ont exclu les monotrèmes des Australosphenida et placé les autres australosphenidans plus proches des placentaires. Les dépôts qui ont produit Ambondro ont donné certains reptiles, mais pas d'autres mammifères.

## Crétacé
Voir aussi: Lavanify et UA 8699
Le bassin de Majunga au nord-ouest de Madagascar a produit une riche faune de la fin du Crétacé, comme des dinosaures, différents crocodiliformes et des mammifères, trouvés par l'équipe de David Krause depuis 1993. Bon nombre de ces taxons présentent des affinités avec les animaux d'Amérique du Sud et de l'Inde datant de la même époque, et qui faisaient aussi partie du Gondwana.  La faune de mammifères retrouvée se compose de plusieurs taxons connus que par des dents isolées et un squelette assez complet, dont aucune pièce ne peut être vraisemblablement liée à la faune récente de Madagascar (voir la liste des mammifères de Madagascar). Les fossiles proviennent de l'étage Maastrichtien (Crétacé) du  membre Anembalembo de la Formation de Maevarano.
Le  gondwanathère Lavanify décrit pour la première en 1997 est connu par deux dents, une complète et une endommagée. Les dents ont une couronne allongée et courbe; l'une a un profond sillon rempli de cément et l'autre au moins une fosse profonde (infundibulum). Lavanify semble être plus étroitement lié au gondwanathère indien Bharattherium et plus éloigné des autres gondwanathères argentins. Deux autres dents, pas encore entièrement décrites, peuvent être des dents en position différente d'un autre gondwanathère. L'une, un  fragment de molaire ou de prémolaire est plus longue et moins haute que les dents de Lavanify connues et l'autre, qui est complète et isolée, est encore plus basse et a une surface orientée obliquement. Sa couronne se compose d'une crête en forme de W avec les parties séparées par un infundibulum profond. Cette deuxième dent peut aussi appartenir à un groupe complètement différent, encore inconnu de mammifères.
Un fragment de molaire possédant encore deux cuspides, a été identifié comme appartenant à un multituberculé. Bien que les dents de multituberculés soient communes dans presque tous les dépôts contemporains en Laurasie, cette dent est l'une des rares du Gondwana; quelques vestiges fragmentaires, ayant des affinités avec les dents de multituberculés dont certains sont encore l'objet de litige, ont également été trouvés en Amérique du Sud (Argentodites), Afrique (Hahnodon) et Australie (Corriebaatar). Un autre dfragment de dent UC 8699 est identifiable comme une molaire inférieure tribosphénique. Krause l'a identifiée en 2001 comme appartenant à un marsupial, mais en 2003, un groupe dirigé par Alexander Averianov  soutenu que la dent appartenait à un placentaire apparenté aux zhelestidés (un groupe primitif pouvant être lié aux ongulés). Placentaires et marsupiaux sont surtout connus en Laurasie à partir du Crétacé.
En plus de ces fragments de dents, la formation de Maevarano a également fourni un squelette presque complet, d'un jeune mammifère  de la taille d'un chat qui n'a pas encore été pleinement décrit. C'est le mammifère le plus complet connu du Mésozoïque au Gondwana. Son crâne est endommagé, mais sa dentition inhabituelle est préservée. Les incisives (deux de chaque côté du maxillaire et une de chaque côté de la mandibule) pointent vers l'avant et sont séparées des trois ou quatre dents jugales trouvées de chaque côté des mâchoires inférieure et supérieure par un large diastème (gap). Il présente des caractéristiques primitives, comme la présence d'un épipubis (dans le bassin), d'un septomaxillaire (un petit os placé entre le prémaxillaire et le maxillaire de la mâchoire supérieure) et une profonde voûte zygomatique. D'autre part, il a des traits dérivés comme la présence d'une trochlée bien développée sur la partie distale de l'humérus (os du bras), l'absence de rebord supérieur au niveau du toit du cotyle de son bassin, un petit trochanter réduit, un contact réduit entre la fibula(le plus petit des deux os de la jambe) et le calcanéus (os du talon) et sa dentition. Dans un article paru en 2000, Krause l'a identifié comme un thérien (un membre du clade qui comprend les marsupiaux, les placentaires et leurs plus proches parents disparus) plus évolué que le Vincelestes du début du Crétacé trouvé en Argentine, mais en 2006, lui et ses collègues ont refusé de le placer dans un groupe existant d'ordre supérieur de mammifères et affirmé qu' « il représente un nouveau grand clade nonthérien ».